# Монобактам
Монобактам је антибиотик из групе бета-лактама који садржи само бета-лактамски прстен. Главни монобактам је азтреонам, једноставни моноцикличини бета лактам са комплексом супституената, која је резистентна на већину бета лактамаза.

## Начин деловања
Монобактам као и остали бета-лактамски антибиотици делују бактероцидно на бактерије тако што инхибирају синтезу пептидогликана а у ћелијскоом зиду бактерије. Ћелијски зид је одговоран за постојаност бактеријске ћелије у различитим условима средине, а нарочито је значајан у спречавању прекомерног бубрења бактерије у хипотоничној средини. Ремећење интрегитета ћелијског зида бактерију чини подложну прекомерном уласку воде, а коначан ефекат јесте, уз нагомилавање прекурзора пептидогликана, бактерицидан. Бактерија пуца, или подлеже лизи, а на дејство бета-лактамских антибиотика најосетљивија је у фази деобе.
Бета-лактамски антибиотици се везују за групу бактеријских протеина карактеристичних по свом афинитету према пеницилину који се због тога називају и пеницилин-везујући протеини — ПВП (енгл. Penicillin-binding protein — PBP). Бета-лактати-везујући протеине лоцирани су са спољашње стране плазма мембране бактерија и обављају различите ензимске улоге, најчешће понашајући се као транспептидазе, карбоксипептидазе или ендопептидазе.
Идентификован је низ ПВП, при чему постоје значајне варијације у њиховој сктруктури између појединих бактеријских врста, чиме се објашњава и различита ефикасност бета-лактамских антибиотика против различитих бактерија.
Од фундаменталног значаја за дејство ових антибиотика је иреверзибилна инхибиција транспептидаза. Транспептидазе, током нормалног процеса биосинтезе ћелијског зида, катализују уклањање једног остатка D-аланина из пептида везаног за N-ацетилмураминску киселину што омогућава реакцију преосталог терминалног D-аланина са пентаглицинским остатком оближњег пептида. На овај начин се формирају унакрсне пептидне везе неопходне за стабилност ћелијског зида.

## Најзначајнији монобактами
| Облик        | Генерички називи антибиотка                                                                                         |
| Трочлани     | - Азирин · Азиридин                                                                                                 |
| Четворочлани | - Азетидин · Азетидинон (β-лактам)                                                                                  |
| Петочлани    | - Пирол · Пиролини · Пиролидин · Пиразол · Имидазол · Триазолин · Тетразол · Пентазол · Пиролидон (γ-лактам)· Индол |
| Шесточлани   | - Пиридин · Пиперидин · Пиперидон (δ-лактам) · Хинолин · Изохинолин · Акридин · Хинолизидин                         |
| Седмочлани   | - Капролактам (ε-лактам)                                                                                            |
| Вишечлани    | - Порфин · Фталоцианини · Корин)                                                                                    |